# Jablanica, Jablanica
Jablanica je mesto in središče istoimenske občine v Bosni in Hercegovini.

## Zemljepis
Občina Jablanica se uvršča med manjše bosansko-hercegovske občine. Geografsko pripada gornji ali visoki Hercegovini. Ukleščena je med dve izmed najvišjih gora Bosne in Hercegovine, Čvrsnico in Prenj. Mesto leži na več terasah ob reki Neretvi na povprečni nadmorski višini 202 metra. Severno od mesta je umetno Jablaniško jezero.
Leži ob železniški progi Sarajevo–Ploče in na križišču cest proti Sarajevu, Mostarju in Prozoru.

## Zgodovina
Najstarejša znana omemba Jablanice je v osmanskem defterju iz let 1488–89. Podeželsko naselje se je pričelo urbanizirati v času avstro-ogrske okupacije Bosne in Hercegovine. Naselje je zaslovelo po prehodu vrhovnega štaba NOVJ z vojsko in ranjenci čez Neretvo v času četrte sovražnikove ofenzive, čemur je posvečen muzej v mestu.
Po drugi svetovni vojni se je naselje hitro industrializiralo. V letih 1947–55 je bila zgrajena hidroelektrarna Jablanica, tedaj največja hidroelektrarna v Jugoslaviji.

## Prebivalstvo
Po podatkih popisa prebivalstva leta 1991 je v Jablanici živelo 4457 prebivalcev. Ob popisu leta 2013 je imelo mesto 4057 prebivalcev, med katerimi so prevladovali Bošnjaki.
| . Jablanica, popis 1991; skupaj 4457 Muslimani 2874 (64,5 %) Hrvati 746 (16,7 %) Srbi 204 (4,6 %) Jugoslovani 455 (10,2 %) drugi in neznano 178 (4,0 %) | . Jablanica, popis 2013; skupaj: 4057 Bošnjaki 3752 (92,5 %) Hrvati 99 (2,4 %) Srbi 56 (1,4 %) drugi in neznano 150 (3,7 %) |

## Občina
Občina Jablanica poleg samega mestnega naselja Jablanice zajema še 32 naselij: Baćina, Bijela, Čehari, Čivelj, Djevor, Dobrigošće, Dobrinja, Doljani, Donja Jablanica, Donje Paprasko, Dragan Selo, Glodnica, Glogošnica, Gornje Paprasko, Jelačići, Kosne Luke, Krstac, Lendava, Lug, Mirke, Mrakovo, Ostrožac, Poda, Ravna, Risovac, Rodići, Slatina, Sovići, Šabančići, Šanica, Zlate, Žuglići.
Občina ima po popisu 2013 skupno 10.111 prebivalcev, pretežno bošnjaške (89,5 %) in delno hrvaške narodnosti (7,2 %).